# Liste des compagnies aériennes en Belgique
Cet article présente une liste non-exhaustive des compagnies aériennes belges en activité ou ayant stoppé leurs opérations.

## En activité
| Compagnie              | Basée à                                                                                          | Siège social       | AITA | OACI | Indicatif    | Depuis |
| ---------------------- | ------------------------------------------------------------------------------------------------ | ------------------ | ---- | ---- | ------------ | ------ |
| Abelag                 | Aéroport de Bruxelles-National                                                                   | Zaventem           | W9   | AAB  | ABG          | 1969   |
| ACE Belgium Freighters | Aéroport de Liège                                                                                | Grâce-Hollogne     | X7   | FRH  | ACE FREIGHT  | 2017   |
| Air Belgium            | Aéroport de Charleroi Aéroport de Bruxelles                                                      | Mont Saint Guibert | KF   | ABA  | ABG          | 2016   |
| ASL Belgium            | Aéroport de Liège                                                                                | Liège              | 3V   | TAY  | QUALITY      | 1999   |
| Brussels Airlines      | Aéroport de Bruxelles-National                                                                   | Diegem             | SN   | BEL  | BEE-LINE     | 2006   |
| EAPC                   | Aéroport de Charleroi                                                                            | Gosselies          |      | PGC  | GREENCLUB    | 2018   |
| Flying Group           | Aéroport d'Anvers                                                                                | Anvers             |      | FYG  | Flying Group | 1995   |
| TUI fly Belgium        | Aéroport de Bruxelles-National Aéroport de Charleroi Aéroport de Liège Aéroport d'Ostende-Bruges | Zaventem           | TB   | JAF  | BEAUTY       | 2004   |

## Disparues
| Compagnie                         | Basée à                                                      | Siège social     | AITA     | OACI | Indicatif      | Période   |
| --------------------------------- | ------------------------------------------------------------ | ---------------- | -------- | ---- | -------------- | --------- |
| Aerowings                         | Aéroport de Charleroi Aéroport de Maastricht-Aix-la-Chapelle |                  |          | AWG  |                | 1979-2001 |
| Air Antwerp                       | Aéroport d'Anvers                                            | Anvers           | WP       | ATW  | DEVIL          | 2019      |
| Air Belgium                       | Aéroport de Bruxelles                                        |                  | AJ       | ABB  |                | 1979-2000 |
| Air Dakota                        | Aérodrome de Namur Aéroport de Bruxelles                     |                  |          |      |                | 1996-2002 |
| Air Exel (en)                     | Aéroport de Liège                                            |                  | DN       | BXL  |                | 1988-1991 |
| Air Meuse                         | Aéroport de Liège Aéroport de Bruxelles                      |                  |          | AMZ  |                | 1990-1997 |
| Air Transport                     | Aéroport de Bruxelles                                        |                  |          |      |                | 1946-1950 |
| Air Union Belge                   | Knokke                                                       |                  |          |      |                | 1946-1954 |
| Air Wallonie                      | Aéroport de Liège                                            |                  |          |      |                | 1976-1979 |
| Airlines 1992                     | Aéroport de Bruxelles                                        |                  |          |      |                | 1990-1992 |
| AMI Cargo                         | Aéroport de Bruxelles Aéroport d'Ostende-Bruges              |                  | MZ       | MIA  |                | 1990-1992 |
| Antwerp Air                       | Aéroport d'Anvers                                            |                  |          |      |                | 1985-1986 |
| Aviameer Airlines                 | Aéroport d'Anvers                                            |                  |          |      |                | 1958-1960 |
| Avions Fairey                     | Aéroport de Charleroi                                        |                  |          |      |                | 1931-1978 |
| BelgiumExel                       |                                                              |                  |          | HXL  |                | 2004-2005 |
| Belgian International Air Service | Aéroport de Bruxelles                                        | Bruxelles Anvers | AP       |      |                | 1959-1980 |
| Birdy Airlines                    | Aéroport de Bruxelles                                        | Bruxelles        | 4V       | BDY  | BEL-BIRD       | 2002-2004 |
| Brussels International Airlines   | Aéroport de Bruxelles                                        |                  |          | BXI  |                | 1999-2001 |
| Eurobelgian Airlines              | Aéroport de Bruxelles                                        |                  | BQ       | EBA  |                | 1991-1996 |
| Pomair                            | Aéroport d'Ostende-Bruges                                    |                  | HZ       |      |                | 1969-1974 |
| Cargo B Airlines                  | Aéroport de Bruxelles                                        | Zaventem         | BB       | CBB  | CARGO-BEE      | 2007-2009 |
| CityBird                          | Aéroport de Bruxelles                                        | Zaventem         | H2       | CTB  | DREAMFLIGHT    | 1996-2001 |
| Constellation Airlines            | Aéroport de Bruxelles                                        |                  | CQ       | CIN  | CONSTELLATION  | 1995-1999 |
| Delta Air Transport               | Aéroport d'Anvers                                            | Anvers           | OG       | DAT  | DELTAIR        | 1966-2002 |
| Demavia Airlines                  | Aéroport de Bruxelles                                        | Machelen         | EO       | ALX  |                | 1993      |
| European Air Transport            | Aéroport de Bruxelles                                        | Zaventem         | QY       | BCS  | EuroTrans      | 1971-2010 |
| Ligne Aérienne du Roi Albert      |                                                              |                  |          |      |                | 1920-1922 |
| Sabena                            | Aéroport de Bruxelles                                        | Zaventem         | SN       | SAB  | SABENA         | 1923-2001 |
| SN Brussels Airlines              | Aéroport de Bruxelles                                        | Zaventem         | SN       | DAT  | S-TAIL         | 2002-2006 |
| SNETA                             | Aérodrome de Haren                                           |                  |          |      |                | 1919-1923 |
| Sobelair                          | Aéroport de Bruxelles                                        | Bruxelles        | Q7 OO S3 | SLR  | SOBELAIR       | 1946-2004 |
| Trans European Airways            | Aéroport de Bruxelles                                        |                  | TEA      | HE   | BELGAIR        | 1971-1991 |
| Thomas Cook Airlines Belgium      | Aéroport de Bruxelles                                        | Zaventem         | HQ       | TCW  | THOMAS COOK    | 2001-2017 |
| VG Airlines                       | Aéroport de Bruxelles                                        | Merksem (Anvers) | IV       | FVG  | NICO           | 2002-2002 |
| Virgin Express                    | Aéroport de Bruxelles                                        | Zaventem         | TV       | VEX  | VIRGIN EXPRESS | 1996-2006 |
| VLM Airlines                      | Aéroport d'Anvers                                            | Anvers           | VG       | VLM  | RUBENS         | 1992-2018 |